# Thimphu City Football Club
Maillots
Le Thimphu City Football Club est un club de football professionnel bhoutanais basé à Thimphu qui évolue en Premier League, le plus haut niveau de football au Bhoutan. 

## Histoire
Fondé en 2012, il s'est qualifié pour la première Ligue nationale du Bhoutan la même année. Anciennement connu sous le nom de Zimdra FC, le club a été refondé sous le nom de Thimphu City FC en 2012 et s'est à nouveau qualifié pour la Ligue nationale du Bhoutan 2013, terminant deuxième derrière les futurs vainqueurs Yeedzin. Ils ont remporté la Ligue de Thimphu et le premier titre de Ligue nationale en 2016. Le club dispose également d'une section futsal.

## Palmarès
| Ligue nationale                                                                              | Ligue de Thimphou                                                   |
| -------------------------------------------------------------------------------------------- | ------------------------------------------------------------------- |
| - Lauréats : 2016, 2020 - Finalistes : 2017 - Troisième place : 2013, 2014, 2015, 2018, 2019 | - Lauréats : 2016, 2017 - Finalistes : 2011, 2012, 2013, 2014, 2018 |